# Ernest Troost
Pour les articles homonymes, voir Troost.
Ernest Troost est un compositeur américain de musique de film, né le 5 mars 1953.

## Biographie
Ernest Troost a notamment composé la musique du film Tremors en 1990, mais une partie de sa composition a été rejetée, et remplacée par des morceaux composés par Robert Folk,, bien que celui-ci ne soit pas crédité au générique.

## Filmographie

### Cinéma

#### Longs métrages
- 1987 : Sweet Revenge de Mark Sobel
- 1987 : Munchies de Tina Hirsch
- 1988 : Flic ou zombie (Dead Heat) de Mark Goldblatt
- 1988 : Tiger Warsaw d'Amin Q. Chaudhri
- 1988 : Andy Colby's Incredible Adventure de Deborah Brock
- 1990 : Tremors de Ron Underwood (composition partiellement rejetée, remplacé par Robert Folk)[1],[2]
- 1991 : Mom de Patrick Rand
- 1999 : One Man's Hero de Lance Hool
- 2000 : Beat de Gary Walkow
- 2002 : The Scoundrel's Wife de Glen Pitre
- 2006 : The Creature of the Sunny Side Up Trailer Park de Christopher Coppola
- 2007 : Crashing de Gary Walkow
- 2011 : Ghost Phone: Phone Calls from the Dead de Jeffrey F. Jackson
- 2013 : Nightcomer d'Alain Silver

#### Courts métrages
- 1982 : Morris's Disappearing Bag
- 1982 : The Clown of God
- 1984 : Doctor DeSoto
- 1985 : The Bear and the Fly
- 1985 : Happy Birthday, Moon
- 1986 : The Mysterious Tadpole
- 1986 : The Most Wonderful Egg in the World
- 1989 : What's Under My Bed?
- 1989 : Baby's Bedtime
- 1990 : Hot Hippo
- 1991 : The Three Little Pigs
- 1991 : The Day Jimmy's Boa Ate the Wash
- 1991 : Picnic
- 1991 : Max's Chocolate Chicken
- 1992 : Red Riding Hood
- 1992 : Here Comes the Cat!
- 1992 : The Great White Man-Eating Shark
- 1994 : Noisy Nora
- 1994 : The Last Laugh
- 1995 : Owen
- 1997 : Harry the Dirty Dog
- 1997 : Officer Buckle and Gloria
- 1998 : Chicken Little
- 1999 : Miss Nelson Is Back
- 1999 : Leo the Late Bloomer
- 1999 : Chrysanthemum
- 2000 : The Island of the Skog
- 2001 : Is Your Mama a Llama?
- 2005 : Hansel and Gretel
- 2006 : James Marshall's Cinderella
- 2007 : Birthright
- 2013 : Nelson Mandela
- 2013 : An Interview with Julie Fogliano
- 2013 : Sky Color
- 2014 : Each Kindness

### Télévision

#### Séries
- 1991 : Long Ago and Far Away (2 épisodes)
- 1997 : Expériences interdites (2 épisodes)

#### Téléfilms
- 1995 : Follow the River
- 1996 : The Canterville Ghost
- 1996 : Avis de coup de vent
- 1997 : Miracle in the Woods
- 1998 : Les détonateurs
- 1998 : Saint Maybe
- 1999 : Pour l'amour d'Emily
- 1999 : A Lesson Before Dying
- 2000 : Le prix du courage
- 2001 : Amy & Isabelle
- 2001 : The Seventh Stream
- 2002 : Beyond the Prairie, Part 2: The True Story of Laura Ingalls Wilder
- 2002 : Pacte d'amour
- 2002 : Martin and Lewis
- 2003 : Un bateau de rêve
- 2003 : Fallen Angel
- 2004 : Les rêves rompus
- 2005 : Umber: Témoin à charge
- 2005 : Passions sous la neige
- 2007 : Dessine-moi une famille
- 2008 : Front of the Class
- 2010 : Une lueur d'espoir
- 2011 : Truth Be Told